# ACT Cagliari

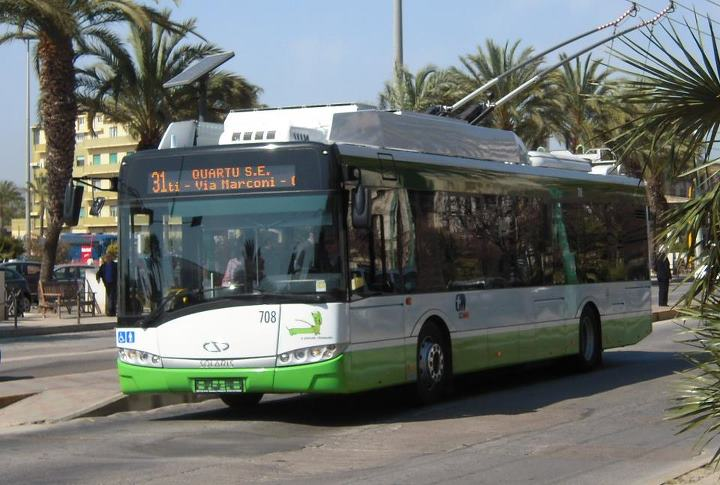
Trolleybus Solaris Trollino Via Roma à Cagliari

CTM S.p.A. - Consorzio Trasporti e Mobilità (ex A.C.T Cagliari) est une entreprise qui gère le système des transports en commun publics de l'agglomération de Cagliari qui comprend 8 communes : Cagliari, Quartu Sant'Elena, Monserrato, Quartucciu, Selargius, Elmas, Assemini et Decimomannu. Le nom dérive de l'acronyme de Consorzio Trasporti e Mobilità, entreprise assurant ces mêmes fonctions avant la transformation en société par actions, quand l'entreprise était un consortium.

## Histoire

### Origine
Le 2 septembre 1893, en présence des plus hautes autorités locales, le premier convoi tracté par une machine à vapeur de la nouvelle société Strade Ferrate del Campidano, démarre de la gare de Cagliari en direction de Quartu Sant’Elena en desservant Pirri, Monserrato, Selargius et Quartucciu. Ce tram était porteur d'espoir et de nouveaux développements économiques avec le transport de marchandises dans une zone de l'île qui comptait 600 000 habitants.
La ligne était gérée par un entrepreneur natif de Cagliari et très connu, Cagliaritano Luigi Merello, dont une des avenues principales de la ville a porté son nom jusqu'en 1911. Durant ces années très difficiles de la “guerre du pain”, les trams furent jetés à la mer par les dockers et les ouvriers au chômage. La gare de Quartu a même été incendiée.
En 1911, la société Strade Ferrate del Campidano est rachetée par Amsicora Capra, déjà propriétaire de la société Vinalcool, qui en fit l'acquisition pour pouvoir transporter les vins réputés produits dans ses caves jusqu'au port de Cagliari d'où ils étaient exportés vers bon nombre de pays. La société est renommée Tranvia del Campidano. 
Le 21 juillet 1912, la Società Elettrica Sarda - SES obtient de la Mairie de Cagliari la concession de deux lignes urbaines de tramway et crée la société Tranvie della Sardegna.
En 1913, la zone desservie par "Tranvie del Campidano" s'étend jusqu'à Poetto, une des plages de Cagliari, et la société est renommée Tranvia del Campidano e del Poetto.
En mai 1915, le royaume d'Italie entre dans la Première Guerre mondiale ce va paralyser le commerce international et réduire très fortement le trafic ferroviaire national.
En 1921, la plage de Poetto devient un lieu à la mode, et attire la classe huppée qui fréquentait plutôt la plage de la Scaffa, entre la Playa et Giorgino, sur la côte occidentale.
En avril 1929, la "Società Tranvie del Campidano e del Poetto" fusionne avec la société "Tranvie della Sardegna" et donne naissance à la Società Anonima Tranvie della Sardegna - (Société Anonyme des Tramways de la Sardaigne). La majorité du capital reste dans les mains du propriétaire de la société Vinalcool, Amsicora Capra.
En Juin 1929, le nouveau service Autotram est inauguré. Les habitants de Cagliari avaient à peine voté le plébiscite fasciste avec 80 000 voix pour et 900 contre qu'après seulement six mois, en Janvier 1930, les Tramways électriques de Campidano qui relient le centre ville de Cagliari avec sa banlieue étaient mis en service. Cette même année, Guglielmo Marconi inaugurait à Golfo Aranci la station de radio-téléphonie entre la Sardaigne et la péninsule italienne. La ville de Cagliari comptait désormais 100 000 habitants.
Le 10 Juin 1940, l’Italie entra dans la Seconde Guerre mondiale aux côtés de l'Allemagne nazie et, alors que l'armée italienne renforçait la protection antiaérienne de la ville de Cagliari, les transports en commun fonctionnaient normalement. En 1943, Cagliari est sévèrement bombardée par l'aviation américaine et tout le centre historique de la ville est entièrement détruit. Le nombre de victimes est très important et les habitants survivants sont tous évacués. Le réseau de tramways n'échappe pas au désastre, les lignes et les matériels seront entièrement détruits.
À la fin de la guerre, en septembre 1943, le maire Gavino Dessì Deliperi engage la reconstruction de la ville. Il faudra attendre le mois de novembre 1944 pour que deux des anciennes lignes de tramways soient remises en service : Piazza Yenne/Sant’Avendrace et Via Roma/Via San Benedetto.
En 1950, les premiers autobus urbains font leur apparition sur deux nouvelles lignes baptisées AB Piazza D’Armi/Via Gianturco et FC Ferrovie Statali/Calamosca.
Au début des années 1960, les anciens tramways sont peu à peu remplacés par des trolleybus modernes, plus souples d'utilisation et moins bruyants.
La Società Tranvie Sarde gère les lignes urbaines et extra urbaines jusqu'en 1967, quand la mairie de Cagliari, la province de Cagliari et la mairie de Quartu Sant’Elena rachètent la société et créent le CTP - Consorzio Trasporti Pubblici et l’A.C.T. - Azienda Consorziale dei Trasporti.
En 1970, la billetterie s'automatise avec la suppression des receveurs dans chaque voiture. Le parc matériel est renouvelé mais le nombre de lignes desservies par les trolleybus augmente. En 1996, l’ACT est renommée CTM et l'histoire se poursuit avec CTM SpA actuel.

### CTM S.p.A.
L'entreprise CTM S.p.A. a été créée en 1996. Elle succède à l'A.C.T. Cagliari qui gérait tous les transports en commun publics depuis 1967.
En 1998, l'entreprise engage une profonde réorganisation avec la création de plusieurs lignes nouvelles. Le parc matériel est renouvelé avec 52 nouveaux autobus et les premiers modèles articulés sont mis en service. L'ancienne ligne de trolleybus n°5, supprimée en 1990, est remise en service avec les Inbus F140, quelques modifications de tracé et une prolongation.
En 2000, l'Italie met en œuvre les recommandations de la Commission européenne de 1997 sur la transformation des sociétés publiques de transports en commun en sociétés anonymes par la loi TPL n°422/97 et L.400/90. L'entreprise intègre alors la gestion des parkings publics payants de la ville de Cagliari et, l'année suivante, de Quartu Sant'Elena.
Le parc d'autobus a été renouvelé avec des véhicules munis de la climatisation, un plancher ultra bas pour faciliter l'accès des PMR (Personnes en fauteuil roulant). La système d'information à chaque arrêt a été transformé avec un abri fermé et couvert et une signalétique digitale indiquant le temps d'attente pour chaque autobus de la ligne desservie. Depuis 2006, un service baptisé CTM Open est opérationnel, il permet de visiter la ville de Cagliari à bord d'un autobus à impériale à ciel ouvert. Cette ligne démarre du port en correspondance avec l'arrivée des navires de croisière et ferrys.

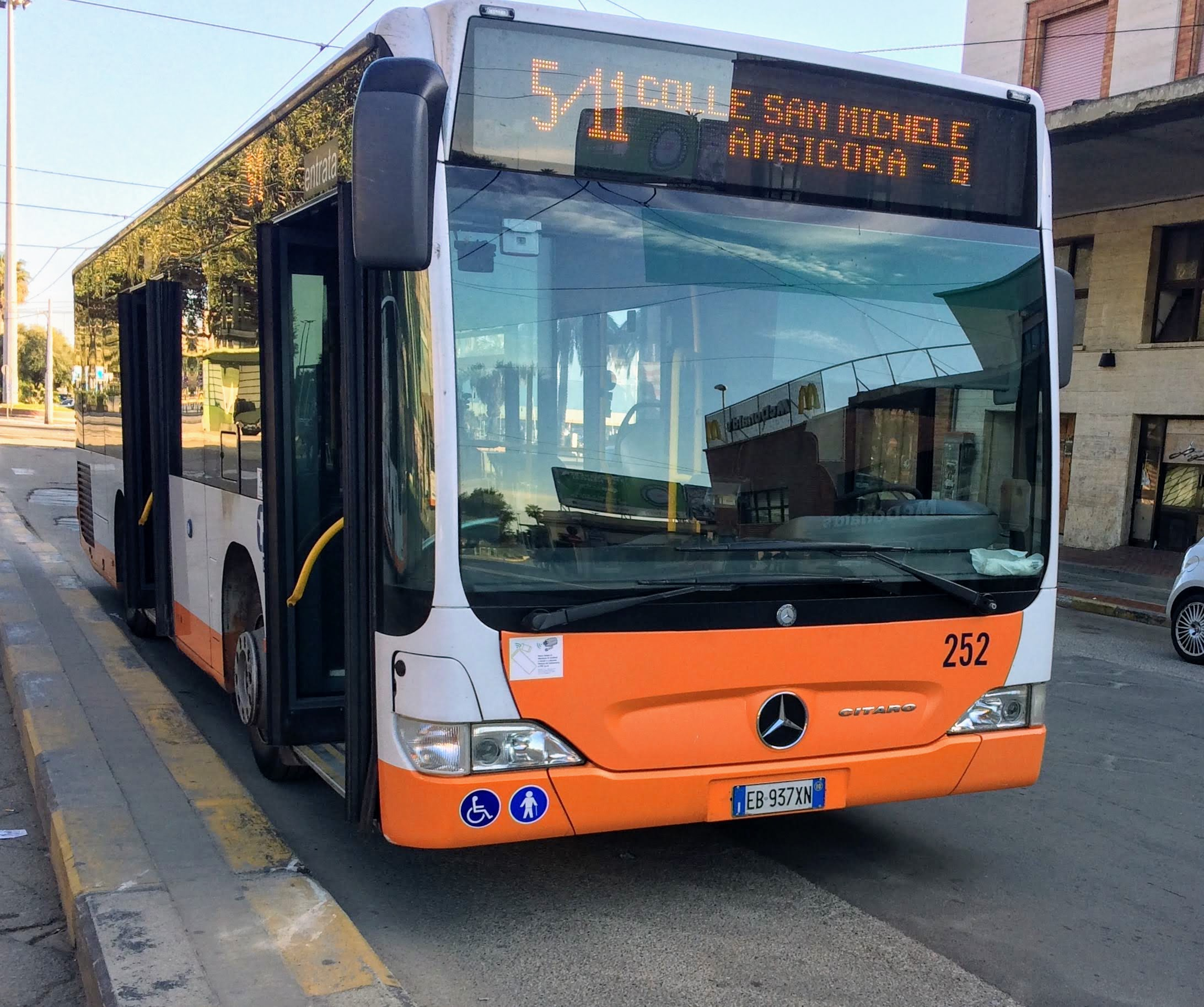
Mercedes-Benz Citaro de 10 mètres

## La société CTM S.p.A.
Depuis la loi du TPL n°422/97 et L.400/90, la société publique CTM s'est transformée en société anonyme par actions dont le capital est réparti entre : 
- Commune de Cagliari 67,5 %,
- Ville métropolitaine de Cagliari 25,0 %,
- Commune de Quartu Sant'Elena 7,5 %.

L'entreprise gère 32 lignes de transport dont 3 lignes de trolleybus, différentes navettes et lignes spéciales. L'ensemble des véhicules de la flotte parcourent chaque année plus de 12 500 000 km. Avec plus de 50 km de réseau trolleybus en exploitation, CTM gère un des réseaux de trolleybus les plus étendus d'Italie.

### Parc véhicules (2018)

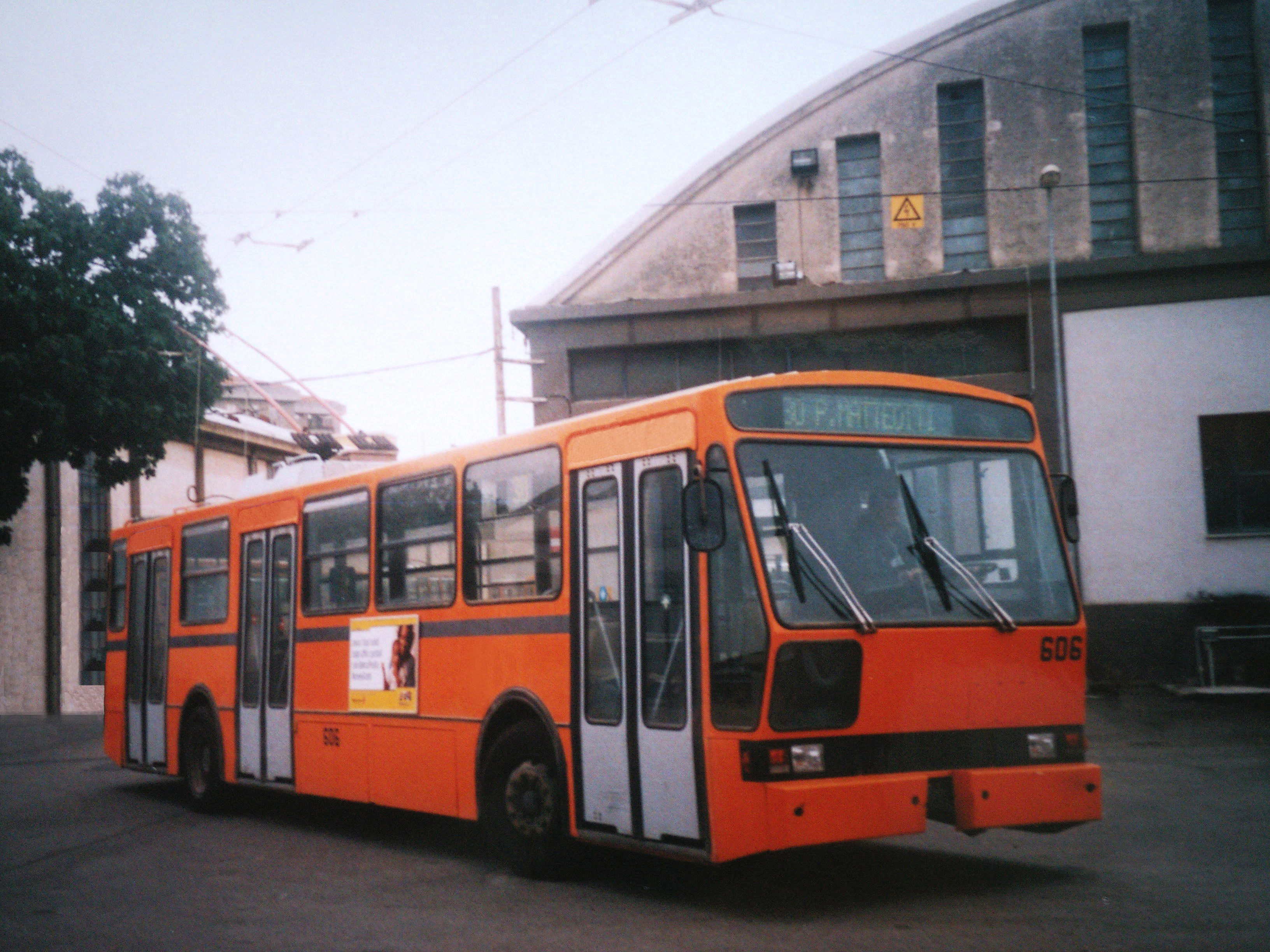
Trolleybus Inbus F140 de la ligne 5 ACT Cagliari (1981)

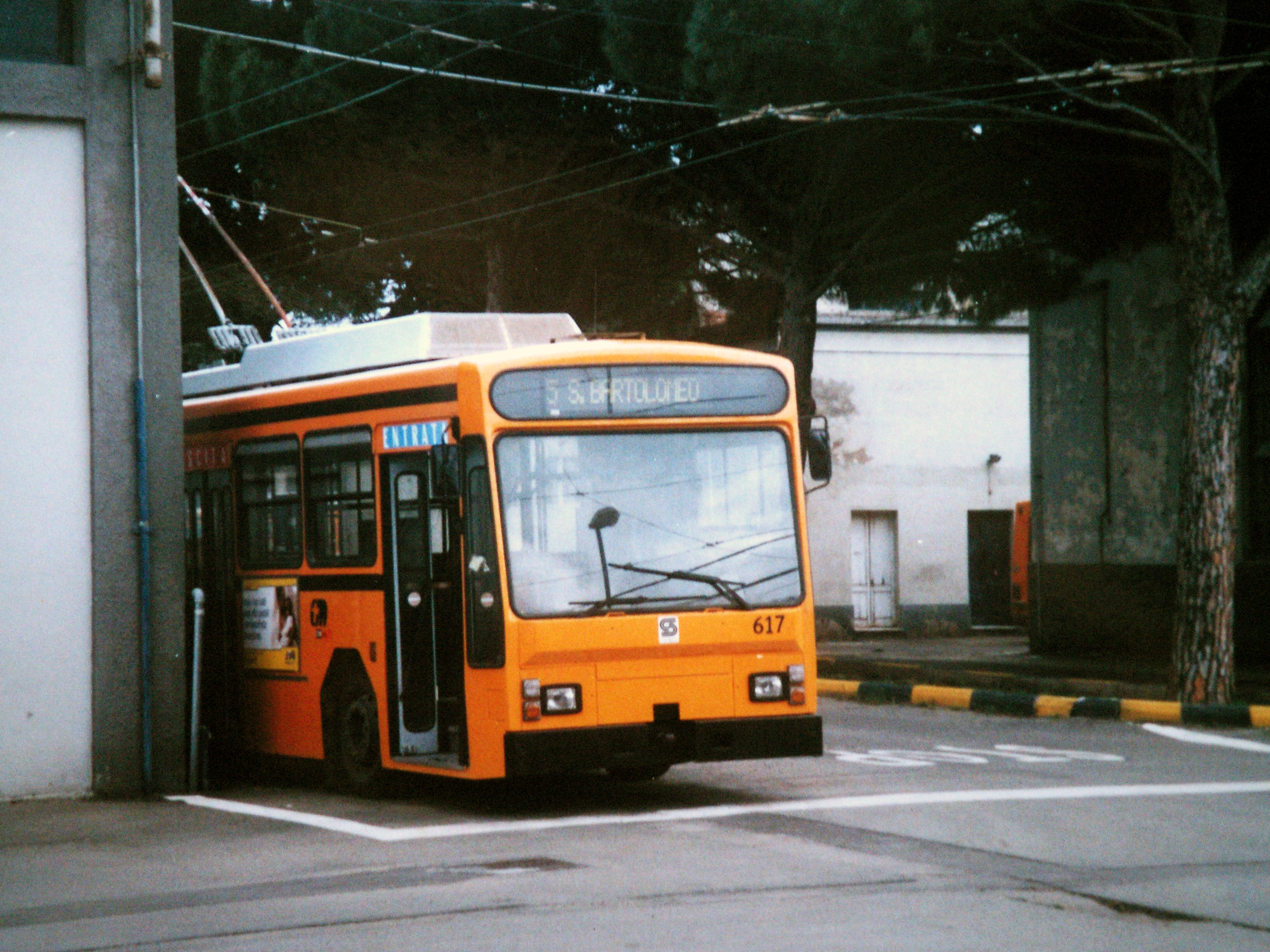
Trolleybus Iveco Socimi 8839 de la ligne 5 au dépôt en 2003

Le parc des véhicules CTM compte 271 véhicules, autobus rigides et articulés, trolleybus. 
On dénombre actuellement 239 autobus :
- Renault Master de 5 mètres, numérotés 51 à 54 ;
- Mercedes-Benz Sprinter 316K 6 m, numérotés 55 à 58 ;
- Mercedes-Benz Sprinter City 7 m, numérotés 180 à 195 ;
- Irisbus Europolis 9 m, numérotés 201 à 212 ;
- BredaMenarinibus Vivacity 8 m, numérotés 220 à 231 ;
- Mercedes-Benz Citaro 10 m, numérotés 250 à 285 ;
- Mercedes-Benz Citaro 12 m, numérotés 300 à 411 - 501 à 506 - 509 à 511 ;
- Irisbus Citelis 12 m, numérotés 512 à 536 ;
- Mercedes-Benz Citaro 18 m, numérotés : 805, 806, 808 ;
- Solaris Urbino 18 m, numérotés 809 à 818.
- Iveco Bus Urbanway 18 m, numérotés 819 à 820.

On compte 32 trolleybus en service :
- Solaris Trollino 12 m, numérotés 701 à 718 ;
- Van Hool A330T 12 m, numérotés 719 à 732.

## Lignes desservies
| Ligne              | Parcours | Notes                                        |
| ------------------ | --- | -------------------------------------------- |
| 1                  | Hôpital Brotzu ↔ Via Flavio Gioia |                                              |
| 1Q                 | Quartu Via Brigata Sassari ↔ Terra Mala |                                              |
| 3                  | Cimetière San Michele ↔ Quartier del Sole |                                              |
| 3P                 | Piazza Giovanni XXIII ↔ Poetto | Circule uniquement en été                    |
| 5                  | Colle San Michele ↔ Via Vergine di Lluc | Ne circule pas le dimanche et durant l'été   |
| 5/11               | Ligne 5 prolongée jusqu'à Calamosca | Circule le dimanche en hiver                 |
| 5ZE                | Ligne 5 prolongée jusqu'à Poetto | Uniquement l'été                             |
| 6                  | Genneruxi ↔ Sant'Elia |                                              |
| 7 (circulaire)     | Piazza Yenne - Cittadella dei Musei - Terrapieno - Bastione di Saint Remy - Villanova - Via Roma - Piazza Yenne                                                                                              |                                              |
| 8                  | Polyclinique Universitaire ↔ Piazza Matteotti | Ne circule pas le dimanche                   |
| 8A                 | Ligne 8 prolongée jusqu'à Giorgino | Ne circule que le dimanche                   |
| 9                  | Piazza Matteotti ↔ Decimomannu |                                              |
| 9A                 | Ligne 9 limitée à Assemini |                                              |
| 10                 | Viale Sant'Ignazio da Laconi ↔ Hôpital Binaghi |                                              |
| 11                 | Via Fracastoro ↔ Calamosca | Ne circule que l'été                         |
| 13                 | Is Corrias - Barracca Manna - Ospedale Brotzu - Monte Claro - La Vega - Piazza Giovanni XXIII |                                              |
| 15 (circulaire)    | Via delle Fosse Ardeatine - Piazza Italia - Villa Doloretta - Santa Teresa - Barracca Manna - Is Campus - Via Argiolas - Parco Terramaini - Via delle Fosse Ardeatine                                        |                                              |
| 16 (circulaire)    | Piazza Giovanni XXIII - Asse Mediano - SS554 - Motorizzazione Civile - Viale Monastir - San Michele - Is Mirrionis - La Vega - Piazza Giovanni XXIII                                                         | Ne circule ni le samedi ni le dimanche       |
| 17                 | Gare de Monserrato ↔ Selargius Via Gallus | Ne circule pas le dimanche                   |
| 18                 | Via Chiaramonti ↔ Centro Commerciale "Le Vele" | Ne circule pas le dimanche                   |
| 19                 | Quartu Piazza IV Novembre ↔ Assemini | Ne circule pas le dimanche                   |
| 20                 | Buoncammino ↔ Mulinu Becciu |                                              |
| 29                 | Piazza San Benedetto ↔ Polyclinique Universitaire | Ne circule pas le dimanche                   |
| 30 (circulaire)    | Piazza Matteotti - Piazza Repubblica - San Benedetto - Viale Marconi - Is Pontis Paris - Selargius - Quartucciu - Via Brigata Sassari - Viale Marconi - San Benedetto - Piazza Repubblica - Piazza Matteotti | Ne circule pas le dimanche                   |
| 30R                | Piazza Matteotti - Piazza Repubblica - San Benedetto - Viale Marconi - Is Pontis Paris - Selargius - Quartucciu - Via Brigata Sassari - Cimetière Quartu Sant'Elena - Piazza IV Novembre                     | Ne circule que le dimanche                   |
| QEX (circulaire)   | Piazza Matteotti - Piazza Repubblica - San Benedetto - Viale Marconi - Via Brigata Sassari - Quartucciu - Selargius - Is Pontis Paris - Viale Marconi - San Benedetto - Piazza Repubblica - Piazza Matteotti | Ne circule pas le dimanche                   |
| 31R                | Piazza Matteotti - Piazza Repubblica - San Benedetto - Viale Marconi - Via Brigata Sassari | Ne circule que le dimanche                   |
| 40 (circulaire)    | Via Brigata Sassari - Via Eligio Porcu - Piazza IV Novembre - Quartello - Stade Is Arenas - Via Brigata Sassari                                                                                              | Ne circule pas le dimanche                   |
| 41 (circulaire)    | Via Brigata Sassari - Stade Is Arenas - Quartello - Cimetière Quartu Sant'Elena - Via Brigata Sassari |                                              |
| M                  | Piazza Matteotti ↔ Stazione di Monserrato Via Riva Villasanta - Piazza Italia - Monserrato |                                              |
| GSS                | Piazza Matteotti - Centre commercial "I Fenicotteri" - Giorgino | Ne circule pas le dimanche                   |
| University Express | Piazza San Michele ↔ Polyclinique Universitaire | Ne circule pas le dimanche                   |
| PF                 | Piazza Matteotti ↔ Flumini di Quartu | Le mercredi ne dessert pas Quartu Sant'Elena |
| PQ                 | Piazza Matteotti ↔ Piazza IV Novembre Quartu |                                              |
| Poetto Express     | Lignes PF et PQ limitées à Bussola | Ne circule que l'été                         |
| QS                 | Hôpital Brotzu - Pirri - Monserrato - Selargius - Quartucciu - Quartu S.E. - Poetto |                                              |
| QSA                | Cité Universitaire - Monserrato - Selargius - Quartucciu - Via Brigata Sassari - Piazza IV Novembre |                                              |
| QSB                | Ligne QS limitée à Piazza IV Novembre | Ne circule pas le dimanche et l'été          |
| CEP (circulaire)   | CEP - Quartier Europeo - Fonsarda - Via Bacaredda - Piazza Giovanni XXIII - Fonsarda - CEP | Ne circule pas le dimanche                   |